# Na Internetu nikdo neví, že jsi pes

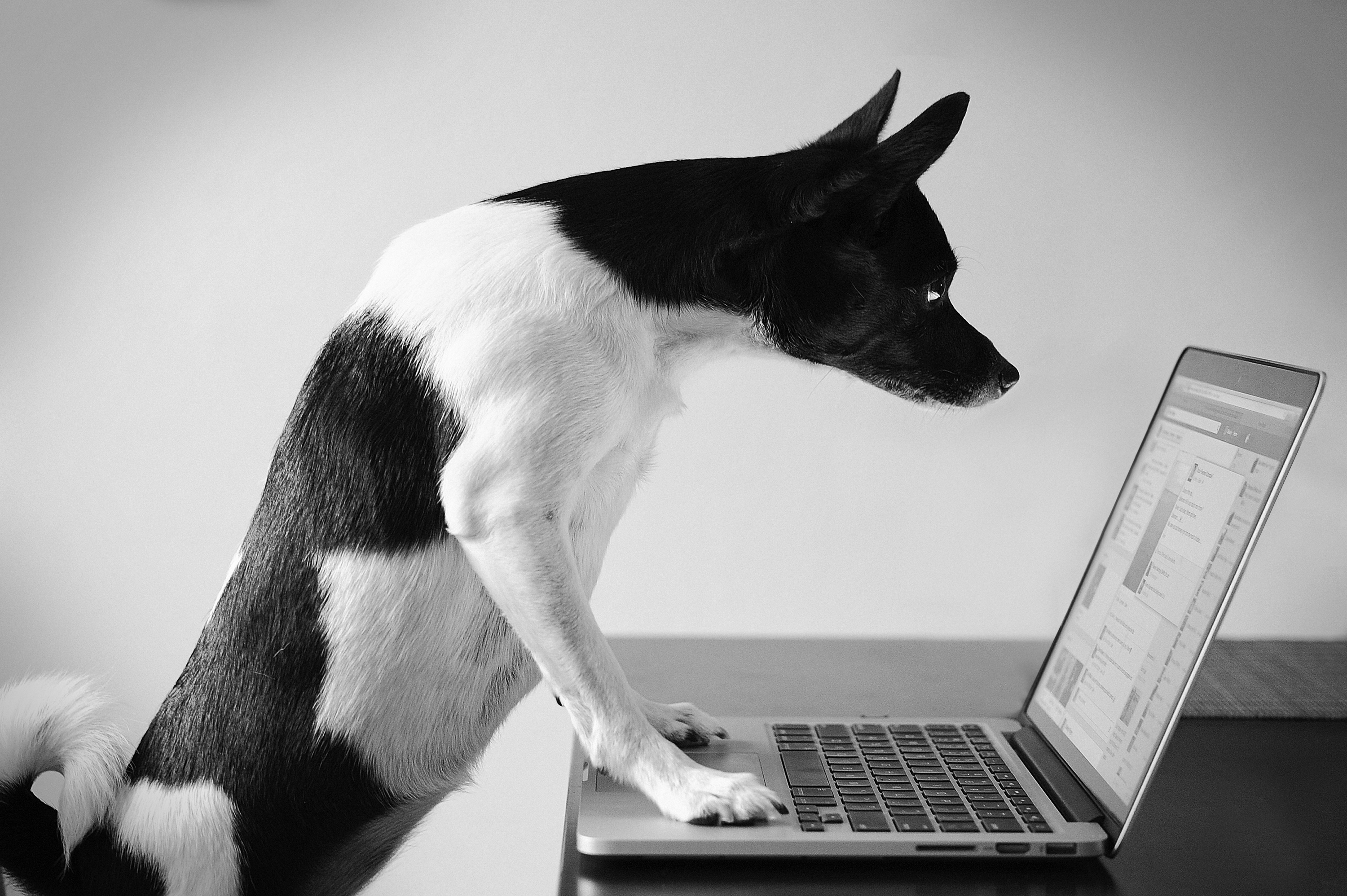
Na Internetu nikdo neví, že jsi pes

Na Internetu nikdo neví, že jsi pes (anglicky On the Internet, nobody knows you're a dog) je internetové rčení, které ve zkratce popisuje anonymitu Internetu.
Původně se jednalo o textovou část kresleného vtipu kreslíře Petera Steinera, který vyšel v magazínu The New Yorker 5. července 1993. Až do roku 2000 se jednalo o nejčastěji přetiskovanou kresbu z tohoto magazínu. Autor získal celkem na honorářích přes 50 000 amerických dolarů.
Autor samotný se v době vzniku o internet příliš nezajímal, pouze si ze zvědavosti předplatil přístup. Trefnost kresby vyšla najevo až v době, kdy se internet stal masovou záležitostí a začaly vznikat služby, které poskytovaly sociální interakci.
Obrázek byl dvakrát parafrázován v rámci stripu Joy of Tech. První parafráze reflektovala typické chování internetových uživatelů, druhá parafráze reagovala na odhalení masivního monitorování internetu tajnými službami.